# Oserpach
Oserpach (russisch Озерпах) ist eine ländliche Siedlung (possjolok) an der Küste des Ochotskischen Meeres unweit von Nikolajewsk am Amur in der Region Chabarowsk (Russland) mit 140 Einwohnern (Stand 1. Oktober 2021).
Oserpach ist Verwaltungssitz einer gleichnamigen Landgemeinde (selskoje posselenije), zu der neben der Siedlung formal noch das zwei Kilometer südwestlich ebenfalls an der Küste gelegene Dorf (selo) Swobodnoje gehört. Dieses hatte 2021 wie auch bereits 2010 jedoch keine ständigen Einwohner.
Anfang des 20. Jahrhunderts begann an der Amurmündung der industrielle Fischfang und die Weiterverarbeitung. Den ersten Betrieb errichtete der Kaufmann Grünwald in Oserpach. 1909 folgte die Fischfabrik des Kaufmanns Galitschanin. 1940 wurde im Dorf ein Kühlhaus errichtet, 1960 eine Konservenfabrik. Mit dem wirtschaftlichen Niedergang der 1990er-Jahre verschwand die fischverarbeitende Industrie gänzlich aus Oserpach. Heute ist der Ort Ziel von Touristen, die aus dem 20 km landeinwärts gelegenen Nikolajewsk anreisen. In Sichtweite der Siedlung liegen die Berge der Insel Sachalin. Oserpach ist durch eine asphaltierte Straße mit Nikolajewsk verbunden.